# Suragina cincta
Suragina cincta är en tvåvingeart som först beskrevs av Enrico Adelelmo Brunetti 1909.  Suragina cincta ingår i släktet Suragina och familjen bäckflugor. Inga underarter finns listade i Catalogue of Life.